# Бубенко, Павел Трофимович
Павел Трофимович Бубенко (род. 15 ноября 1954, Переволочная, Черниговская область)— украинский учёный-экономист в области региональной экономики, инноватики и управления, доктор экономических наук, профессор, член-корреспондент Академии экономических наук Украины.

## Биография
Окончил Харьковский инженерно-экономический институт в 1976 году. 1976—1977 годы — служба в рядах Советской Армии (Южная группа войск). С 1977 по 1988 год — последовательно — инженер-экономист, старший инженер-экономист, старший научный сотрудник, заведующий лабораторией Украинского научно-исследовательского и конструкторского института химического машиностроения. Без отрыва от производства окончил аспирантуру и в 1983 году защитил кандидатскую диссертацию на тему: «Совершенствование стимулирования создания и производства новой техники». С 1988 по 1993 год — ученый секретарь Северо-Восточного научного центра (СВНЦ) АН Украины, заведующий отделом проблем организации научных исследований. С 1993 по 2000 год — исполнительный директор Северо-Восточного научного центра НАН и МОН Украины. В 2004 году защитил докторскую диссертацию на тему: «Основы формирования и реализации научно-технической политики (региональный аспект)». С 2001 по 2018 год  — директор Северо-Восточного научного центра НАН и МОН Украины. В настоящее время - заведующий отделом проблем научно-технического и экономического развития СВНЦ НАН и МОН Украины.

## Научная деятельность
Научная деятельность П. Т. Бубенко сосредоточена преимущественно на проблемах анализа институциональных изменений в региональной экономике, поиска эффективных путей усовершенствования государственной и региональной научно-технической и инновационной политики, возможностях повышения роли научных центров НАН Украины в формировании и внедрении современных организационно-экономических механизмов регионального инновационного развития, определении путей адаптации инновационного потенциала региона к рыночным условиям.
Сферой научных интересов является проведение научных исследований по широкому спектру институциональных проблем современной экономики и инноватики:
- научно-методологическое обоснование влияния процессов глобализации и регионализации на состояние научно-производственных комплексов;
- развитие теории и практики управления научно-технической и инновационной сферами на национальном и региональном уровнях;
- разработка стратегических программ и планов развития региональных социально-экономических систем;
- научные исследования процессов капитализации нематериальных, интеллектуальных активов, адаптации производства научной продукции к условиям функционирования в рыночной среде;
- развитие организационно-экономических основ формирования и реализации научно-технической политики на макро- и мезоуровнях.

Внес весомый вклад в развитие теории синергетического взаимодействия и кластерной организации региональных инновационных систем, развил основы теории инновационного предпринимательства и менеджмента. Им разработана и принята к реализации современная интегрированная организационно-экономическая модель региональной инновационной системы, в основу которой положены механизмы государственной поддержки в сочетании со стратегией саморазвития элементов инновационной инфраструктуры, активного привлечения интеллектуального потенциала к рынкам продуктивного капитала.
Является автором Концепции региональной-научно-технической политики Украины, участвовал в разработке Национальной стратегии развития «Украина — 2015», осуществлял научное сопровождение разработки «Стратегии устойчивого социально-экономического развития Харьковской области до 2020 года», «Программы повышения уровня и качества жизни населения Харьковской области до 2015 года».
Поддерживает устойчивые связи академической науки и высшего образования, с 2006 по 2014 гг. возглавлял кафедру городской и региональной экономики Харьковской национальной академии городского хозяйства. Член Научно-координационного совета Харьковской облгосадминистрации и Харьковского регионального комитета экономических реформ, Украинской федерации ученых-экономистов, редакционных советов ряда научных изданий. Автор более 100 научных работ, в том числе 11 монографий и 2-х учебных пособий.

## Награды
За значительный вклад в развитие экономической науки награждён Почетной грамотой Кабинета Министров Украины, Почетными грамотами Президиума Национальной академии наук Украины, Харьковского областного совета и Харьковской облгосадминистрации, Харьковского городского совета, золотой медалью Украинской федерации ученых.

## Основные научные труды
- Трансформация научно-технической политики в регионах (организация и управление). — Харьков: Бизнес-Информ, 1988;
- Региональные аспекты инновационного развития. — Харьков: НТУ «ХПИ», 2002;
- Институциональная динамика пространственной организации экономического развития. — Харьков: Форт, 2009;
- Инновационное развитие регионов — Харьков, Форт, 2009;
- Амортизация и воспроизводство основных фондов жилищно-коммунальных предприятий. — Харьков: ХНАГХ, 2010.
- Управление системной модернизацией и развитием жилищно-коммунальных предприятий — Харьков, ХНУГХ, 2014.

## Увлечения
Горные лыжи, лёгкая атлетика, «тихая охота».